# None (Italië)
None is een gemeente in de Italiaanse provincie Turijn (regio Piëmont) en telt 7866 inwoners (31-12-2004). De oppervlakte bedraagt 24,7 km², de bevolkingsdichtheid is 318 inwoners per km².

## Demografie
None telt ongeveer 3057 huishoudens. Het aantal inwoners steeg in de periode 1991-2001 met 0,5% volgens cijfers uit de tienjaarlijkse volkstellingen van ISTAT.
| Jaar | Inwoneraantal |
| ---- | ------------- |
| 1991 | 7722          |
| 2001 | 7761          |

## Geografie
None grenst aan de volgende gemeenten: Orbassano, Volvera, Candiolo, Piobesi Torinese, Airasca, Castagnole Piemonte, Scalenghe.